# Fuir le bonheur de peur qu'il ne se sauve
Pistes de Baby Alone in Babylone
Baby Lou Partie perdue
Fuir le bonheur de peur qu'il ne se sauve est une chanson de Jane Birkin parue en 1983 dans l'album Baby Alone in Babylone.

## Historique
La chanson sort sur l'album Baby Alone in Babylone en 1983. Le titre s'inspire d'une phrase du peintre Francis Picabia tirée de son livre Jésus-Christ Rastaquouère (1920) : « Je fuis le bonheur pour qu'il ne se sauve pas ». Serge Gainsbourg était un grand admirateur de Picabia, dont le livre lui a aussi inspiré le titre de sa chanson Lola Rastaquouère (1979). Cette chanson présente la caractéristique d'avoir été écrite sur un rythme en 5/4.  
La chanson apparaît dans un contexte particulier, après la séparation du couple Jane Birkin / Serge Gainsbourg. 

« Nous venions de nous séparer. C'est là qu'il m'a proposé de nouveaux titres. « Mais, Serge, je n'ai pas besoin de faire un disque. » « Je te le dois », m'a-t-il répondu. Pendant une semaine, nous nous sommes retrouvés en studio. »

## Thématique
La chanson parle de la peur de perdre le bonheur. Cette crainte peut pousser à fuir tant que le bonheur est encore présent, avant qu'il ne disparaisse. Cette chanson a été vue « comme un credo personnel de l'artiste, qui aide à mieux cerner son mal de vivre ».
La chanson a été rapprochée du comportement consistant à quitter son partenaire sans explication : « on abandonne par peur d’être abandonné ».
Par son thème, elle rappelle une chanson de Barbara, Parce que (je t'aime) (1967).

## Postérité
Catherine Deneuve en récite le texte pour l'hommage funèbre à l'auteur-compositeur en 1991. Claude Nougaro fait référence à ce titre dans sa chanson Bonheur (2004). 
Jean-Marc Savoye la cite dans son livre Et toujours elle m'écrivait (écrit avec Philippe Grimbert, 2017).

## Reprises
- Maurice Garrel (lu), album Gainsbourg Portraits (2000)
- Ariane Moffatt, album Pamplemousse (2005)
- Arthur Teboul & Baptiste Trotignon, album Piano Voix (2024)